# لورينزو سونيغو
لورينزو سونيغو (مواليد 11 مايو 1995) هو لاعب تنس محترف إيطالي، أعلى تصنيف له في الفردي كان ال11 في أكتوبر 2021.

## روابط خارجية
- لورينزو سونيغو على موقع رابطة محترفي التنس (الإنجليزية)
- لورينزو سونيغو على موقع الاتحاد الدولي لكرة المضرب (الإنجليزية)
- لورينزو سونيغو على موقع كأس ديفيز (الإنجليزية)
- لورينزو سونيغو على موقع خلاصة التنس.كوم (الإنجليزية)
- لورينزو سونيغو على موقع إي إس بي إن.كوم (الإنجليزية)
- لورينزو سونيغو على موقع أوليمبيديا (الإنجليزية)